# شیندا
شیندا (به لاتین: Xindu District) یک سکونتگاه مسکونی در جمهوری خلق چین است که در چنگدو واقع شده‌است.

## خصوصیات
شیندا ۴۸۱ کیلومترمربع مساحت و ۷۷۵٬۷۰۳ نفر جمعیت دارد.